# (144633) Georgecarroll
(144633) Georgecarroll est un astéroïde de la ceinture principale.

## Description
(144633) Georgecarroll est un astéroïde de la ceinture principale. Il fut découvert le 21 mars 2004 à Stony Ridge par l'observatoire de Stony Ridge. Il présente une orbite caractérisée par un demi-grand axe de 2,61 UA, une excentricité de 0,15 et une inclinaison de 12,9° par rapport à l'écliptique.

## Compléments